# Kolitzheim
Kolitzheim é um município da Alemanha, situado no distrito de Schweinfurt, no estado da Baviera. Tem 59,02 km² de área, e sua população em 2019 foi estimada em 5.610 habitantes.